# Bistum Bà Rịa
Das Bistum Bà Rịa (lateinisch Dioecesis Barianensis, vietnamesisch Giáo phận Bà Rịa) ist eine im Süden Vietnams gelegene römisch-katholische Diözese mit Sitz in Bà Rịa in der Provinz Bà Rịa-Vũng Tàu.
Es wurde am 22. November 2005 von Papst Benedikt XVI. mit der Apostolischen Konstitution Ad aptius consulendum aus Territorien des Bistums Xuân Lộc errichtet und dem Erzbistum Ho-Chi-Minh-Stadt als Suffraganbistum unterstellt. Gleichzeitig wurde die den Aposteln Jakobus und Philippus geweihte Kirche in Bà Rịa zur neuen Kathedrale erhoben.